# Fjärås-Förlanda församling
Fjärås-Förlanda församling är en församling i Kungsbacka kontrakt i Göteborgs stift. Församlingen bildar eget pastorat och ligger i Kungsbacka kommun i Hallands län.

## Administrativ historik
År 2013 inkorporerades Förlanda församling i Fjärås församling, vilkens namn samtidigt ändrades till denna Fjärås-Förlanda och bildade då ett eget pastorat.

## Kyrkor

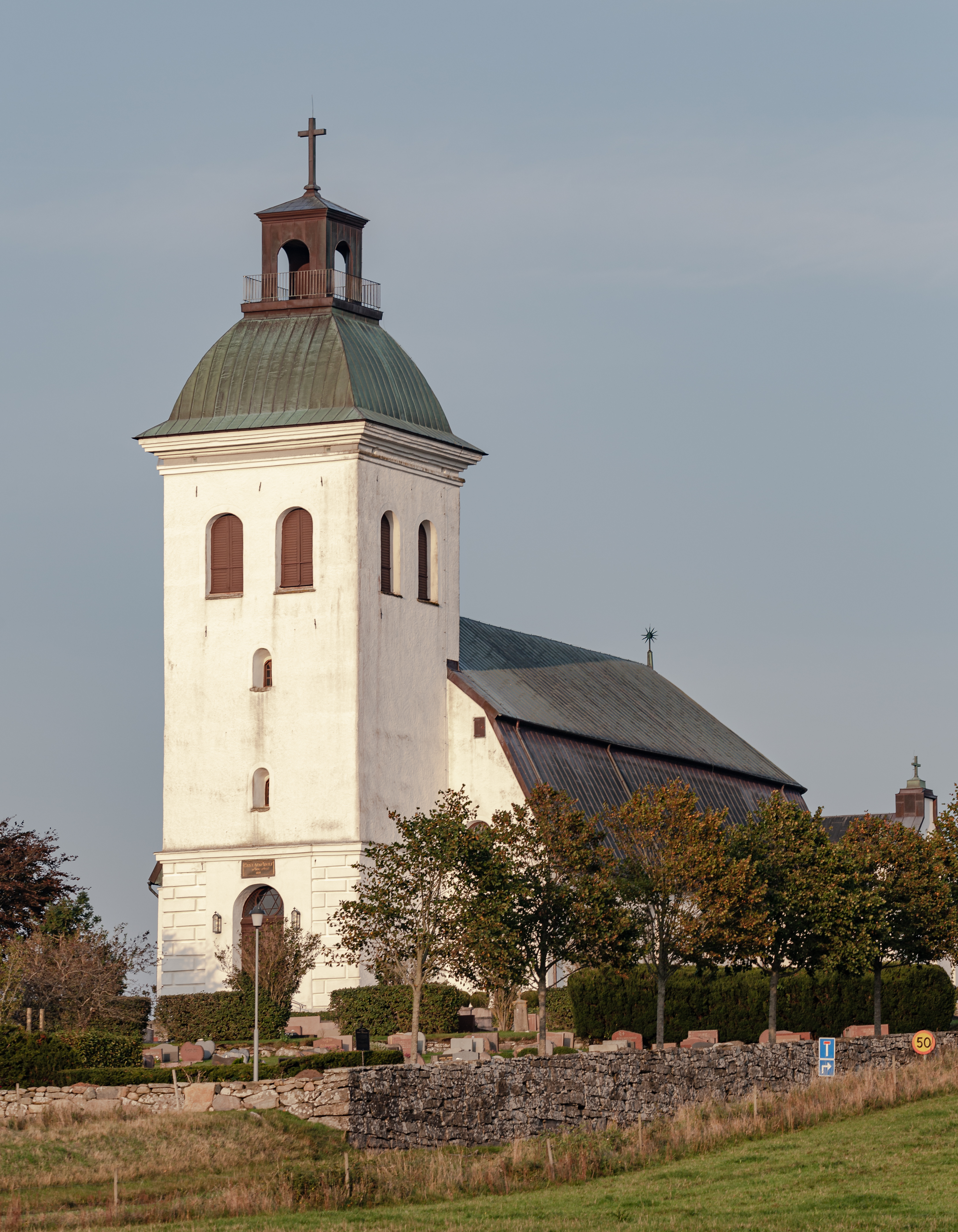
Fjärås kyrka
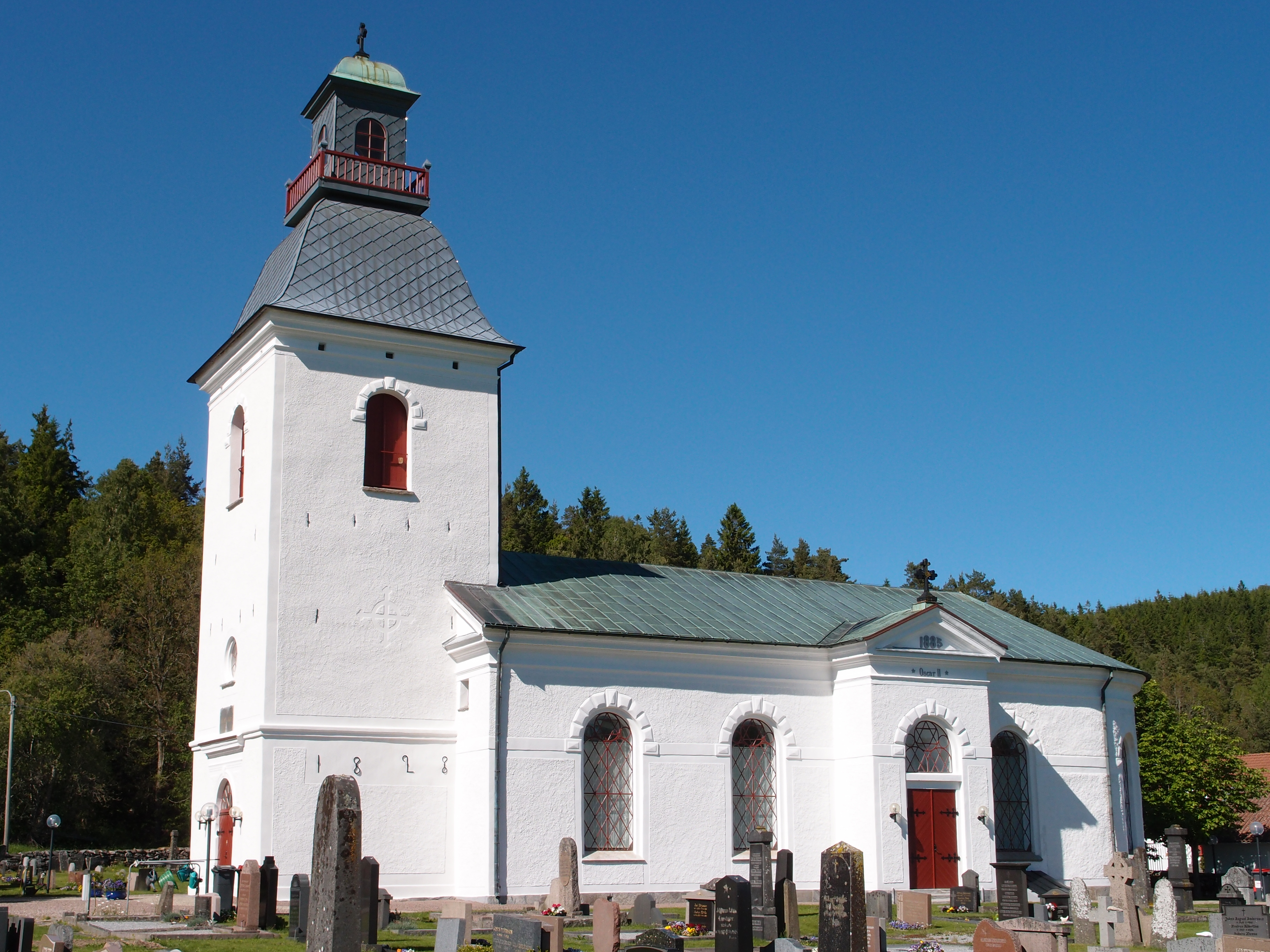
Förlanda kyrka
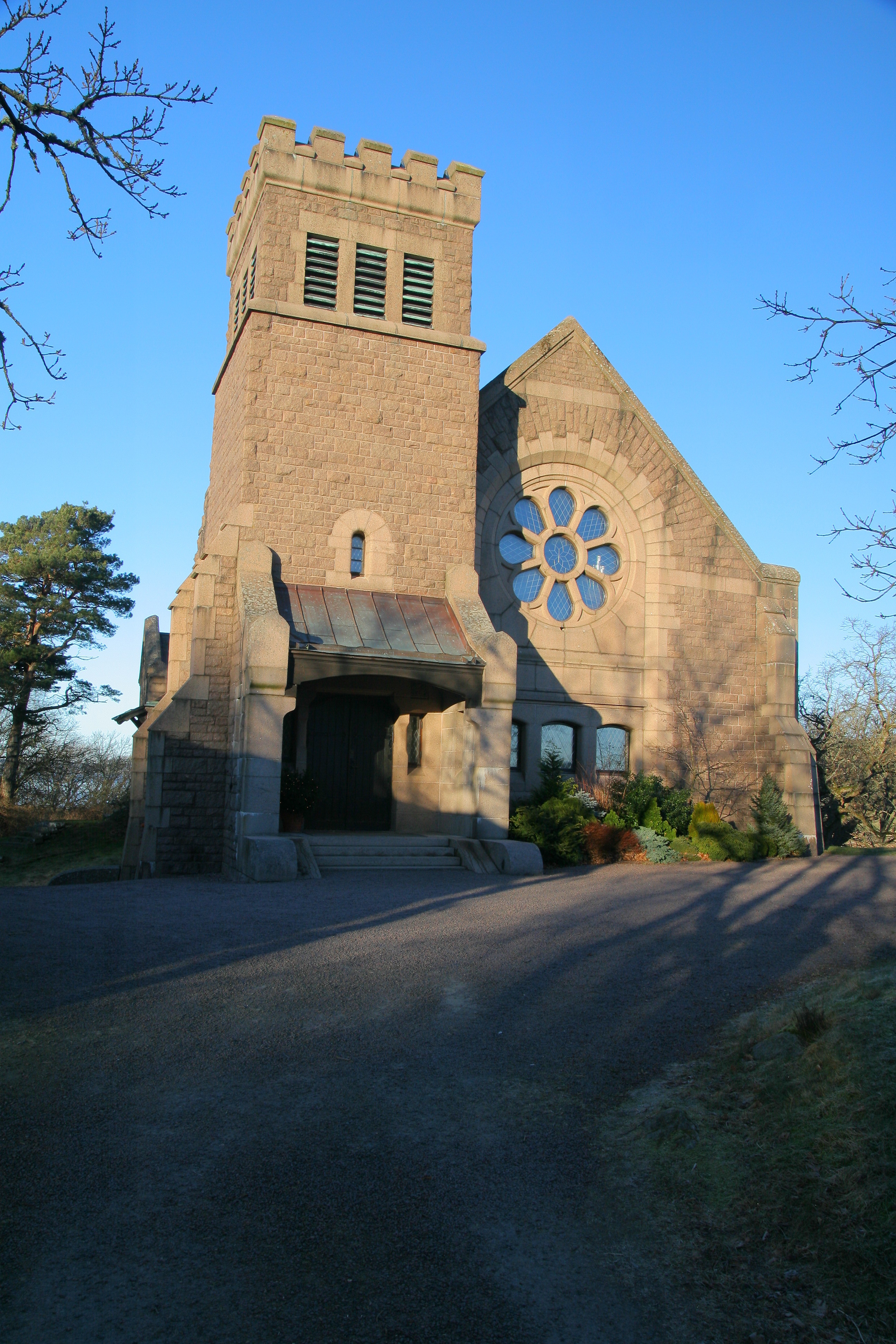
Tjolöholms kyrka

## Series pastorum
Sedan 2009 är Patrick Lind, tidigare studentpräst i Sankt Ansgars kyrka i Uppsala, kyrkoherde.